# مايو 2014
مايو 2014 هو الشهر الخامس من عام 2014. بدأ الشهر يوم الخميس، وانتهى يوم السبت بعد 31 يومًا.

## بوابة:أحداث جارية
| \| 1 مايو 2014 (الخميس) \| عدل \| تاريخ \| راقب \| تصفح \| |     |       |      |      |
| - فيروس كورونا الشرق الأوسط - رصد 26 حالة إصابة جديدة بفيروس كورونا المميت في السعودية. (رويترز) - عُلُوم - العلماء يكتشفون كوكبًا خارج المجموعة الشمسية أطلقوا عليه (بيتا بيكتوريس) يدور بسرعة جنونية حول نفسه. (رويترز) - الصراع العربي الإسرائيلي - وزراء وأعضاء في الكنيست يطالبون رئيس الوزراء الإسرائيلي بنيامين نتنياهو بالسيطرة على المسجد الأقصى فورًا. (المُستقبل) |     |       |      |      |
| 1 مايو 2014 (الخميس) | عدل | تاريخ | راقب | تصفح |

| 1 مايو 2014 (الخميس) | عدل | تاريخ | راقب | تصفح |

| \| 2 مايو 2014 (الجمعة) \| عدل \| تاريخ \| راقب \| تصفح \| |     |       |      |      |
| - نزاعات مسلحة وهجمات - مقتل 9 في تظاهرات طلاب يحتجون على خطط حكومية مفترضة للسيطرة على أراض في أوروميا جنوب إثيوبيا. (إيلاف) - تداعيات الانقلاب العسكري في مصر - مقتل 10 في مظاهرات معارضة للانقلاب العسكري في مصر. (الجزيرة) - منطقة جنوب سيناء تشهد هجومين انتحاريين مُنفصلين يتسببان بمقتل مُجنَّد وإصابة 9 آخرين بينهم 3 من أفراد الشرطة. (الأخبار) |     |       |      |      |
| 2 مايو 2014 (الجمعة) | عدل | تاريخ | راقب | تصفح |

| 2 مايو 2014 (الجمعة) | عدل | تاريخ | راقب | تصفح |

| \| 3 مايو 2014 (السبت) \| عدل \| تاريخ \| راقب \| تصفح \| |     |       |      |      |
| - نزاعات مسلحة وهجمات - القوات المسلحة الأوكرانية تستأنف عملية هجومية في كراماتورسك، فيما أُفرج عن مراقبين عسكريين تابعين لمنظمة الأمن والتعاون في أوروبا كانت القوات الموالية لروسيا قد احتجزتهم رهائن لأسبوع. (بي بي سي عربي) - كوارث وحوادث - تأكيد وفاة أكثر من 2100 شخص في انهيار أرضي وقع بقرية نائية شمال شرق أفغانستان. (الرياض) - الصحة والبيئة - تسجيل أول إصابة بفيروس كورونا في الولايات المتحدة، جاء المريض من السعودية. (سي إن إن العربية) - تداعيات الانقلاب العسكري في مصر - حزب النور السلفي يُعلن في بيانٍ له دعمه ترشيح المُشير عبد الفتَّاح السيسي في النتخابات الرئاسية المصريَّة. (النهار) |     |       |      |      |
| 3 مايو 2014 (السبت) | عدل | تاريخ | راقب | تصفح |

| 3 مايو 2014 (السبت) | عدل | تاريخ | راقب | تصفح |

| \| 4 مايو 2014 (الأحد) \| عدل \| تاريخ \| راقب \| تصفح \| |     |       |      |      |
| - نزاعات مسلحة وهجمات - محتجون موالون لروسيا يقتحمون مركز الشرطة الرئيسي في مدينة أوديسا الأوكرانية ويحررون معتقلين. (بي بي سي عربي) - مقتل 37 عُنصرًا من تنظيم القاعدة في محافظة شبوة بجنوب اليمن خلال عمليَّةٍ عسكريَّةٍ للجيش اليمني، إلى جانب 6 جنود قضوا بتفجيرٍ انتحاريّ. (المُستقبل) - سياسة وانتخابات - المؤتمر الوطني العام يختار أحمد عمر معيتيق رئيسًا لوزراء ليبيا بعد جلسة حامية. (الشرق الأوسط) - رئاسة إقليم كُردستان العراق تُطالبُ في بيانٍ لها بحق اختيار رئيس البلاد وأنَّ أي رئيسٍ مُنتخب يجب أن يحصل على مُوافقة برلمان كُردستان. (الأخبار) - الأزمة السوريَّة - الإعلان عن اتفاق ينُصُّ على خروج مُقاتلي المُعارضة السوريَّة من الأحياء التي تُحاصرها القوَّات النظاميَّة في مدينة حمص دون تحديد موعد التنفيذ، والإعلان عن هُدنة بين تنظيم داعش وجبهة النُصرة. (النهار) - البرنامج النووي الإيراني - إيران تُعلنُ أنَّها قدَّمت تقريرًا للوكالة الدوليَّة للطاقة الذريَّة التابعة للأمم المتحدة بشأن استخدام أجهزة تفجير لها تطبيقات عسكريَّة وذلك في إطار اتفاق من سبع خطوات يهدف إلى تهدئة المخاوف من البرنامج النووي الإيراني. (المُستقبل) |     |       |      |      |
| 4 مايو 2014 (الأحد) | عدل | تاريخ | راقب | تصفح |

| 4 مايو 2014 (الأحد) | عدل | تاريخ | راقب | تصفح |

| \| 5 مايو 2014 (الإثنين) \| عدل \| تاريخ \| راقب \| تصفح \| |     |       |      |      |
| - نزاعات مسلحة وهجمات - إسقاط مروحية عسكرية أوكرانية في سلوفيانسك بنيران مدفع رشاش ثقيل، وقد أُنقذ الطيارين. (صوت روسيا) - زعيم جماعة بوكو حرام يتبنّى خطف 200 تلميذة مُنذُ مُنتصف نيسان (أبريل) الماضي في شمال شرق نيجيريا، ويُعلن أنَّه سيبيعهنّ في السوق كعبيد. (النهار) - مقتل 30 عنصرًا من القوَّات السوريَّة النظاميَّة بينهم ضابطان في تفجيرٍ ضخمٍ استهدف حاجزًا لها في شمال غرب البلاد، عبر تفخيخ نفق بأطنانٍ من المُتفجرات، بحسب المرصد السوري لحقوق الإنسان. (النهار) - تداعيات الانقلاب العسكري في مصر - جماعة "أنصار بيت المقدس" تتبنّى الهجومين الانتحاريين اللذين وقعا في سيناء يوم الجُمعة عشيَّة انطلاق حملة الانتخابات الرئاسيَّة، وتتوعَّد بالمزيد. (النهار) - سياسة وانتخابات - رئاسة المؤتمر الوطني العام الليبي تُعلن عدم اعترافها بانتخاب رئيس الوزراء. (NOW Lebanon) - الرئيس الجزائري عبد العزيز بوتفليقة يُعيَّن أوَّل حكومة في بداية ولايته الرَّابعة. (المُستقبل) - رئيس السُلطة الفلسطينيَّة محمود عبَّاس يجتمع مع رئيس حركة حماس خالد مشعل في العاصمة القطرية الدوحة بهدف "بحث تنفيذ اتفاق المصالحة الفلسطينية". (بي بي سي العربيَّة) - الأزمة السوريَّة - الحكومة الأمريكيَّة تُعلن بأنَّها سوف تعتبر مكتب الائتلاف الوطني لقوى الثورة والمعارضة السوريَّة "بعثةً أجنبيَّة" وتتعامل معه على هذا الأساس. (النهار) - القانون والجريمة - قاضي التحقيق العسكري الأوَّل في لبنان رياض أبو غيدا يُصدر قراره الاتهامي بشأن تفجير مسجديّ التقوى والسَّلام في مدينة طرابلس الشَّام يوم 23 آب (أغسطس) 2013م، ويُطالب بتوقيع عقوبة الإعدام على 10 من المُتهمين. (المُستقبل) - حوادث وكوارث - حريقٌ هائلٌ يُشعلُ الأحراج في منطقة بطشيه - وادي شحرور في جبل لبنان الجنوبي انطلاقًا من وادي الست، وصولًا إلى دوحة عرمون وأطراف بعبدا واليرزة. (البيئة والتنمية) - مُنوعات - الإعلان عن اكتشاف رسمٍ قديم في مدينة "أوكسيرينخوس" القبطيَّة القديمة في صعيد مصر يعود إلى الحقبة المسيحيَّة الأولى، ويُحتمل أن يُمثّل التصوير الأوَّل في العالم ليسوع (عيسى) المسيح. (النهار) |     |       |      |      |
| 5 مايو 2014 (الإثنين) | عدل | تاريخ | راقب | تصفح |

| 5 مايو 2014 (الإثنين) | عدل | تاريخ | راقب | تصفح |

| \| 6 مايو 2014 (الثلاثاء) \| عدل \| تاريخ \| راقب \| تصفح \| |     |       |      |      |
| - الأزمة السوريَّة - وكالة فارس للأنباء تنشر تصريحات الفريق أوَّل وأحد قادة الحرس الثوري الإيراني حسين همداني، قال فيها أنَّ النظام السوري يُقاتل نيابةً عن إيران، وأنَّ بلاده مُستعدَّة لإرسال 130 ألفاً من عناصر قوات التعبئة "الباسيج" إلى سوريا وأنَّ هُناك احتمالٌ لتشكيل "حزب الله سوريا". (العربيَّة) - وزير الخارجيَّة والمُغتربين اللُبناني جبران باسيل يُعلن أنَّ النزوح السوري إلى لُبنان تخطّى الحدود المعقولة. (الجمهوريَّة) - جبهة النُصرة تُعلن مقتل أميرها في مدينة بصرى الشام، علي حسين النعيمي، بجنوب سوريا. (البلد) - أزمة القرم - ألمانيا تنصح رعاياها بمُغادرة مناطق شرق وجنوب أوكرانيا خوفًا من احتمالية تعرضهم للاعتقال من قبل الانفصاليين. (الجمهوريَّة) - مُنوعات - اتحاد طُلَّاب جامعة الأزهر يُصدرُ بيانًا يقول فيه أنَّ إدارة الجامعة قررت فرض إخلاء إجباري من المدينة الجامعيَّة على ما يقرب من 7 آلاف طالبة ابتداءً من 21 أيَّار (مايو) الجاري ولمُدة أسبوع، (يني شفق العربيَّة) - الإعلان عن العثور على كأس العالم الأصلي الذي صممه جول ريميه والذي سرق من مقر الفدراليَّة البرازيليَّة لكرة القدم في ريو دي جانيرو سنة 1983م، بعد مُداهمة الشُرطة لقصر أحد أشهر بارونات الإتجار بالمُخدرات. (النهار) - كارثة بيئيَّة بعد حريق وادي شحرور وبطشاي وبعبدا في جبل لُبنان الجنوبي، بعدما تبيَّن احتراق 80% من محميَّة خندق الرُهبان ومُطالبة بمُعاقبة المسؤولين عن تمدد هذا الحريق والمسؤول عن عدم إطفائه بالسُرعة المطلوبة، (النهار) |     |       |      |      |
| 6 مايو 2014 (الثلاثاء) | عدل | تاريخ | راقب | تصفح |

| 6 مايو 2014 (الثلاثاء) | عدل | تاريخ | راقب | تصفح |

| \| 7 مايو 2014 (الأربعاء) \| عدل \| تاريخ \| راقب \| تصفح \| |     |       |      |      |
| - الأزمة السوريَّة - هدنة حمص تدخل حيِّز التنفيذ، وعدد من الحافلات تصل لنقل المقاتلين والمدنيين المحتجزين في المدينة المُحاصرة منذ أكثر من سنتين. (العربيَّة) - مقتل عدد من القوَّات النظاميَّة وجرح آخرين إثر تفجير استهدف فُندقًا في مدينة حلب. (سكاي نيوز العربيَّة) - نزاعات مُسلَّحة وهجومات - قوَّات الأمن السُعوديَّة تُحبط عمليَّة لتنظيمٍ مشبوه مُرتبط بتنظيم داعش، وإلقاء القبض على 62 شخصًا متورطين في خلاياه. (العربيَّة) - أزمة القرم - قائد قوَّات حلف شمال الأطلسي (الناتو) في أوروپَّا، الفريق أوَّل فيليپ بريدلاف يُعلن بأنَّ الأزمة في أوكرانيا والتوترات مع موسكو قد تحمل الحلف على التواجد عسكريًّا بشكلٍ دائمٍ في الدول التي كانت تُشكلُ جُزءًا من الكُتلة الشرقيَّة. (الجمهوريَّة) - الرئيس الروسي فلاديمير بوتين يعلن سحب القوات الروسية المحتشدة على الحدود الأوكرانية، ويدعو الانفصاليين في أوكرانيا إلى تأجيل استفتاءاتهم. (الشرق الأوسط) - مُنوعات - مجلَّة "كريديري" الأسبوعية الإيطالية تكشف في عددها الأخير عن احتماليَّة تطويب البابا بولس السادس في ختام سينودس الأساقفة خلال شهر تشرين الأوَّل (أكتوبر) القادم. (النهار) - مصر تُعيد العمل بالتوقيت الصيفي بعد ثلاث سنوات من إلغائه للتخفيف من حدَّة أزمة الطاقة. (سكاي نيوز العربيَّة) - كأس العالم لكُرة القدم لِسنة 2014 - الجيش البرازيلي ينتشر ويُسيطر على مُجمَّع ضخم من الأحياء الفقيرة شمالي ريو دي جينيرو للإمساك بزمام الأمور في تلك المنطقة المحوريَّة للجريمة قبل شهرين من نهائيات كأس العالم لكرة القدم. (النهار) |     |       |      |      |
| 7 مايو 2014 (الأربعاء) | عدل | تاريخ | راقب | تصفح |

| 7 مايو 2014 (الأربعاء) | عدل | تاريخ | راقب | تصفح |

| \| 8 مايو 2014 (الخميس) \| عدل \| تاريخ \| راقب \| تصفح \| |     |       |      |      |
| - سياسة - الحكومة الأمريكيَّة تُعلن غلق سفارتها في اليمن أمام الجمهور بسبب "الهجمات الأخيرة على مصالح غربيَّة" في هذا البلد الذي تتمركز فيه شبكة "القاعدة". (النهار) - مُرشَّح رئاسة الجمهوريَّة اللُبنانيَّة ورئيس حزب القوَّات اللُبنانيَّة سمير جعجع يقول أنَّه مُستعد لسحب ترشحه للانتخابات إذا تمَّ التوافق على اسم شخصية ثانية من قوى 14 آذار المُعارضة للنظام السوري. (يني شفق العربيَّة) - الصراع العربي الإسرائيلي - أكثر من 30 ألف فلسطيني من عرب 48 يحيون ذكرى النكبة في قرية لوبيا المُهجَّرة بقضاء طبريَّا، بالتعاون مع مُتضامنين يهود، وذلك بدعوة من جمعية الدفاع عن حقوق المُهجَّرين. (المُستقبل) - الأزمة السوريَّة - مُحافظ حمص يُعلن أنَّ 80% من مقاتلي المعارضة والمدنيين خرجوا من أحياء المدينة المُحاصرة، وأنَّ عمليَّة الإخلاء هذه ستُنجز اليوم الخميس. (العربيَّة) - ڤيروس كورونا الشرق الأوسط - وزارة الصحَّة السُعوديَّة تُعلن أنَّ عدد الوفيَّات بڤيروس كورونا المُسبب لمُتلازمة الشرق الأوسط التنفسية ارتفع إلى 121 شخصًا من أصل 449 مُصابًا في المملكة مُنذ شهر أيلول (سپتمبر) 2012م. (الجمهوريَّة) - وزير الصحَّة العامَّة اللُبناني وائل أبو فاعور يُعلن تسجيل أوَّل حالة إصابة بڤيروس كورونا، وأنَّ المُصاب شخصٌ لُبناني عاد لتوّه من الخليج. (أخبار NOW) - أزمة القرم - الانفصاليّون الأوكرانيّون المُوالون لِروسيا يُقررون المضيّ قدمًا بالاستفتاء على الاستقلال المُقرر يوم الأحد القادم. (النهار) - مُنوعات - وكالة ناسا الفضائيَّة تُعلن عن تصميمٍ لبذلةٍ فضائبَّةٍ لمن سيرغب في استيطان المريخ بالمستقبل. (الجمهوريَّة) |     |       |      |      |
| 8 مايو 2014 (الخميس) | عدل | تاريخ | راقب | تصفح |

| 8 مايو 2014 (الخميس) | عدل | تاريخ | راقب | تصفح |

| \| 9 مايو 2014 (الجمعة) \| عدل \| تاريخ \| راقب \| تصفح \| |     |       |      |      |
| - كوارث طبيعيَّة - سلسلة هزَّات أرضيَّة تضرب جنوب پاكستان على بُعد 27 كيلومتر شمال شرق مدينة نواب شاه في ولاية السند، يُسفر عنها قتيلٌ وحوالي 30 جريح. (الجمهوريَّة) - نزاعات مُسلَّحة وهجومات - مقتل عبد الرحمٰن الهيتي، المسؤول العسكري بتنظيم داعش في عمليَّةٍ للقوَّات العراقيَّة شمال منطقة بابل. (يني شفق العربيَّة) - علاقات دولية - الرئيس الروسي فلاديمير بوتين يزور شبه جزيرة القرم في يوم الاحتفال بالنصر على النازية لأول مرة بعد انضمامها لروسيا الاتحادية. (أوكرانيا بالعربية) |     |       |      |      |
| 9 مايو 2014 (الجمعة) | عدل | تاريخ | راقب | تصفح |

| 9 مايو 2014 (الجمعة) | عدل | تاريخ | راقب | تصفح |

| \| 10 مايو 2014 (السبت) \| عدل \| تاريخ \| راقب \| تصفح \| |     |       |      |      |
| علاقات دولية - ألمانيا وفرنسا تهددان بفرض مزيد من العقوبات الاقتصادية على روسيا في حال لم تتم انتخابات الرئاسية الأوكرانية المقررة في الخامس وعشرين من الشهر الجاري. (بي بي سي العربية) |     |       |      |      |
| 10 مايو 2014 (السبت) | عدل | تاريخ | راقب | تصفح |

| 10 مايو 2014 (السبت) | عدل | تاريخ | راقب | تصفح |

| \| 11 مايو 2014 (الأحد) \| عدل \| تاريخ \| راقب \| تصفح \|                                                                           |     |       |      |      |
| نزاعات مسلحة وهجمات - مقتل 7 شرطيين هنود في ولاية ماهاراشترا إثر تفجير شحنة ناسفة وضعها متمردون ماويون وفقًا للسلطات. (جريدة المدينة) |     |       |      |      |
| 11 مايو 2014 (الأحد) | عدل | تاريخ | راقب | تصفح |

| 11 مايو 2014 (الأحد) | عدل | تاريخ | راقب | تصفح |

| \| 12 مايو 2014 (الإثنين) \| عدل \| تاريخ \| راقب \| تصفح \| |     |       |      |      |
| نزاعات مسلحة وهجمات - ظهور مقطع فيديو يقول فيه قائد جماعة بوكو حرام أنه سيبادل الفتيات المختطفات بسجناء الجماعة لدى السلطات النيجيرية، والأخيرة ترفض. (الجزيرة) علاقات دولية - المحكمة الأوروبية لحقوق الإنسان تأمر تركيا بدفع 90 مليون يورو لعائلات مفقودين أثناء الغزو التركي لقبرص، ولأسر عُزلت في شمال الجزيرة. (النهار) |     |       |      |      |
| 12 مايو 2014 (الإثنين) | عدل | تاريخ | راقب | تصفح |

| 12 مايو 2014 (الإثنين) | عدل | تاريخ | راقب | تصفح |

| \| 13 مايو 2014 (الثلاثاء) \| عدل \| تاريخ \| راقب \| تصفح \|                                              |     |       |      |      |
| القانون والجريمة - الحكم على رئيس الوزراء الإسرائيلي إيهود أولمرت بالسجن ست سنوات في قضية رشوة. (فرنسا 24) |     |       |      |      |
| 13 مايو 2014 (الثلاثاء)                                                                                    | عدل | تاريخ | راقب | تصفح |

| 13 مايو 2014 (الثلاثاء) | عدل | تاريخ | راقب | تصفح |

| \| 14 مايو 2014 (الأربعاء) \| عدل \| تاريخ \| راقب \| تصفح \| |     |       |      |      |
| نزاعات مسلحة وهجمات علاقات دولية - متظاهرون فيتناميون أمام سفارة جمهورية الصين الشعبية في هانوي يحتجون على وضع الصين منصة نفطية في قطاع متنازع عليه من بحر الصين الجنوبي. (إيلاف) |     |       |      |      |
| 14 مايو 2014 (الأربعاء) | عدل | تاريخ | راقب | تصفح |

| 14 مايو 2014 (الأربعاء) | عدل | تاريخ | راقب | تصفح |

| \| 15 مايو 2014 (الخميس) \| عدل \| تاريخ \| راقب \| تصفح \| |     |       |      |      |
| نزاعات مسلحة وهجمات - مقتل فلسطينين إثنين برصاص شرطة الحدود الإسرائيلية في اشتباك أثناء مظاهرة إحياء لذكرى النكبة بالقرب من سجن عوفر. (بي بي سي عربي) - مقتل 43 شخصًا في انفجار سيارة مفخخة على معبر حدودي في ريف محافظة حلب بين تركيا وسوريا، وفقًا للمرصد السوري لحقوق الإنسان. (سويس إنفو) - مقتل 2 وإصابة ما لا يقل 22 في مظاهرات معارضة للحكومة في بانكوك عاصمة تايلاند. (الجزيرة) سياسة وانتخابات - المصريون في الخارج يدلون بأصواتهم في انتخابات الرئاسة 2014. (روسيا اليوم) |     |       |      |      |
| 15 مايو 2014 (الخميس) | عدل | تاريخ | راقب | تصفح |

| 15 مايو 2014 (الخميس) | عدل | تاريخ | راقب | تصفح |

| \| 16 مايو 2014 (الجمعة) \| عدل \| تاريخ \| راقب \| تصفح \| |     |       |      |      |
| - نزاعات مسلحة وهجمات - مقتل 10 أشخاص في انفجارين بالعاصمة الكينية نيروبي، أحدهما في سوق قريبة من وسط المدينة والثاني في حافلة صغيرة بالقرب من موقع الانفجار الأول. (الجزيرة) - الجيش الليبي بقيادة اللواء ركن مُتقاعد خليفة حفتر القائد الأسبق للقوات البريَّة الليبيَّة، يُطلق معركة «كرامة ليبيا» لتطهير مدينة بنغازي شرق البلاد من الجماعات المُسلحة والتكفيريين. (babnet Tunisie) - اقتصاد وأعمال - الحكومة الأمريكية تغرم جنرال موتورز 35 مليون دولار لتأخرها في سحب سيارات تحتوي عيوبًا في نظام الوسادات الهوائية. (الحياة) - كوارث وحوادث - الشرطة التركية تتعامل بمدافع المياه وقنابل الغاز المسيل للدموع لتفريق آلاف المتظاهرين المناهضين للحكومة في سوما. (البيان) - صاروخ بروتون-إم كان يحمل قمرًا صناعيًا للاتصالات ينحرف عن مساره ويحترق في الغلاف الجوي. (روسيا اليوم) - جهود لإخلاء السكان في صربيا والبوسنة بعد فيضانات سببتها أمطار غزيرة. (دويتشه فيله) |     |       |      |      |
| 16 مايو 2014 (الجمعة) | عدل | تاريخ | راقب | تصفح |

| 16 مايو 2014 (الجمعة) | عدل | تاريخ | راقب | تصفح |

| \| 17 مايو 2014 (السبت) \| عدل \| تاريخ \| راقب \| تصفح \| |     |       |      |      |
| - مُنوعات - بعثة فرنسية تكتشف مقبرة مرضعة الملك توت عنخ آمون «مايا» بمنطقة سقارة جنوبي القاهرة. (رويترز) - الإعلان عن اكتشاف أُحفور أضخم كائن حي سار على سطح الأرض حتّى الزمن الحالي، وهو ديناصور صوروپودي (طول العُنق) في پاتاگونيا بالأرجنتين. (العربيَّة) - أزمات - انعقاد قمَّة الأمن الأفريقي في باريس والاتفاق بين الرئيسين النيجيري گودلاك جوناثان والكاميروني پول بيا على تنسيق الجهود لمواجهة نشاطات جماعة "بوكو حرام" على حدود البلدين. (النهار) |     |       |      |      |
| 17 مايو 2014 (السبت) | عدل | تاريخ | راقب | تصفح |

| 17 مايو 2014 (السبت) | عدل | تاريخ | راقب | تصفح |

| \| 18 مايو 2014 (الأحد) \| عدل \| تاريخ \| راقب \| تصفح \| |     |       |      |      |
| - كوارث وحوادث - المسؤولون الكوريون الشماليون يعتذرون علنًا عن انهيار منشأة سكنية في العاصمة بيونغيانغ، وقد تسبب الحادث في مقتل العشرات. (بي بي سي العربية) - الشرطة في تركيا تعتقل 18 شخصًا بينهم مسؤولون تنفيذيون وموظفون في شركة التعدين في تحقيق حول كارثة منجم سوما. (فرنسا 24) - معركة «كرامة ليبيا» تصل إلى العاصمة طرابلس الغرب بين مؤيدين لتحرك اللواء ركن مُتقاعد خليفة حفتر والجماعات المُسلَّحة. (العربيَّة) - الجيش الليبي يُجمِّد عمل البرلمان ويُكلِّف الحكومة المُؤقتة بتسيير شؤون البلاد كحكومة طوارئ. (العربيَّة) - مُنوعات - مركز الفلك الدولي يتوقَّع أن تشهد الأرض زخِّاتٍ من الشُهب في ليلة الثالث والعشرين (23) والرَّابع والعشرين (24) من شهر أيَّار (مايو) الجاري. (CNN بالعربيَّة ) - الأزمة السوريَّة - المُعارضة السورية والمرصد السوري لحقوق الإنسان يُعلنان مقتل قائد قوَّات الدفاع الجوّي اللواء حسين إسحٰق و34 من المُسلحين الموالين للأسد في هجومٍ على موقعٍ عسكريّ قرب بلدة تل ملح في مُحافظة حماة. (المُستقبل) - تداعيات الانقلاب العسكري في مصر - محكمة جنايات كفر الشيخ تقضي بسجن 126 من عناصر الإخوان المُسلمين لمدة عشر سنوات بناءً على تُهمٍ مُختلفة، ومحكمة جنايات شُبرا الخيمة تُحدد يوم السابع من حُزيران (يونيو) القادم موعدًا للنُطق بالحُكم في قضيَّة اتهام 48 شخصًا من قيادات وأعضاء جماعة الإخوان، يتقدمهم الُمرشد مُحمَّد بديع، بقضايا مُتنوعة. (CNN العربيَّة) |     |       |      |      |
| 18 مايو 2014 (الأحد) | عدل | تاريخ | راقب | تصفح |

| 18 مايو 2014 (الأحد) | عدل | تاريخ | راقب | تصفح |

| \| 19 مايو 2014 (الإثنين) \| عدل \| تاريخ \| راقب \| تصفح \| |     |       |      |      |
| - كوارث وحوادث - رئيسة كوريا الجنوبية باك غن هي تعلن حل خفر السواحل على أثر انقلاب العبارة سيؤل وإنشاء وزارة جديدة تقوم بمهامها تحت اسم وزارة السلامة الوطنية. (إيلاف) - ارتفاع عدد المُعتقلين بتُهمة التقصير في أداء الواجب مما أدّى إلى كارثة منجم سوما في تُركيَّا إلى 5 أشخاص هم مدير المنجم واثنان من المُهندسين وأحد المسؤولين عن السلامة ومسؤول الورديَّات في المنجم. (يني شفق العربيَّة) - سياسة - رئيس البرلمان الإسرائيلي يُعلن أنَّ النوَّاب الإسرائيليين سينتخبون رئيسًا جديدًا للدولة خلال 3 أسابيع، وتحديدًا يوم 10 حُزيران (يونيو). (الجمهوريَّة) |     |       |      |      |
| 19 مايو 2014 (الإثنين) | عدل | تاريخ | راقب | تصفح |

| 19 مايو 2014 (الإثنين) | عدل | تاريخ | راقب | تصفح |

| \| 20 مايو 2014 (الثلاثاء) \| عدل \| تاريخ \| راقب \| تصفح \| |     |       |      |      |
| نزاعات مسلحة وهجمات - مقتل 9 عسكريين يمنيين في هجوم شنه مسلحون حوثيون في محافظة عمران شمال اليمن. (بي بي سي العربية) سياسة وانتخابات - الجيش الملكي التايلاندي يعلن القانون العرفي في البلاد بعد ستة أشهر من الاضطراب السياسي. (فرنسا 24) |     |       |      |      |
| 20 مايو 2014 (الثلاثاء) | عدل | تاريخ | راقب | تصفح |

| 20 مايو 2014 (الثلاثاء) | عدل | تاريخ | راقب | تصفح |

| \| 21 مايو 2014 (الأربعاء) \| عدل \| تاريخ \| راقب \| تصفح \| |     |       |      |      |
| اقتصاد وأعمال - شركة غازبروم الروسية توقع عقدًا بقيمة 400 مليار دولار مع مؤسسة البترول الوطنية الصينية لتوريد 38 مليار متر مكعب من الغاز الروسي إلى الصين لمدة 30 عامًا، وذلك أثناء زيارة الرئيس الروسي فلاديمير بوتين جمهورية الصين الشعبية. (روسيا اليوم) |     |       |      |      |
| 21 مايو 2014 (الأربعاء) | عدل | تاريخ | راقب | تصفح |

| 21 مايو 2014 (الأربعاء) | عدل | تاريخ | راقب | تصفح |

| \| 22 مايو 2014 (الخميس) \| عدل \| تاريخ \| راقب \| تصفح \| |     |       |      |      |
| نزاعات مسلحة وهجمات - بحرية الشعب الكوري، القوات البحرية لكوريا الشمالية، تطلق طلقات مدفعية بالقرب من قارب دورية تابع للجارة الجنوبية في البحر الأصفر. (القبس) - انفجارات في سوق بأورومتشي الواقعة في إقليم شينغيانغ الصيني توقع 31 قتيلًا وأكثر من 90 جريحًا. (الجزيرة) - الصين وروسيا تستخدمان حق النقض لمنع قرار من مجلس الأمن بإحالة طرفي النزاع السوري إلى المحكمة الجنائية الدولية. (بي بي سي العربية) |     |       |      |      |
| 22 مايو 2014 (الخميس) | عدل | تاريخ | راقب | تصفح |

| 22 مايو 2014 (الخميس) | عدل | تاريخ | راقب | تصفح |

| \| 23 مايو 2014 (الجمعة) \| عدل \| تاريخ \| راقب \| تصفح \| |     |       |      |      |
| نزاعات مسلحة وهجمات - السلطات المصرية تعلن مقتل شادي المنيعي قائد تنظيم أنصار بيت المقدس، وكذلك قُتل ثلاثة أعضاء بارزون في التنظيم، وذلك على يد عناصر قبلية في سيناء. (الحياة) - مقتل شاب فلسطيني يبلغ من العمر 17 عامًا برصاص الجيش الإسرائيلي شرقي دير البلح. (الحرة) - وفاة ناشط تركي يبلغ من العمر 51 عامًا متأثرًا بجراحه التي أصيب بها في الهجوم على الباخرة مرمرة. (يني شفق العربية) سياسة وانتخابات - انقلاب تايلاند 2014 - الجيش التايلاندي يحتجز رئيسة الوزراء السابقة ينغلاك شيناواترا في مكان مجمهول. (بي بي سي العربية) علوم وتقنية - علماء روس ويابانيون يعتقدون أن نيزك تشيليابينسك كان شظية من كويكب أكبر وانشق عنه لدى اصطدامه بجسم فضائي آخر. (روسيا اليوم) |     |       |      |      |
| 23 مايو 2014 (الجمعة) | عدل | تاريخ | راقب | تصفح |

| 23 مايو 2014 (الجمعة) | عدل | تاريخ | راقب | تصفح |

| \| 24 مايو 2014 (السبت) \| عدل \| تاريخ \| راقب \| تصفح \| |     |       |      |      |
| نزاعات مسلحة وهجمات - حركة الشباب الصومالية تهاجم البرلمان في مقديشو، ما أدى إلى مقتل 10 على الأقل بينهم أفراد من المهاجمين. (الحياة) علاقات دولية - جمهوريتا دونيتسك ولوغانسك الشعبيتان تتحدان في تحت اسم نوفورسيا "روسيا الجديدة". (أنباء موسكو) |     |       |      |      |
| 24 مايو 2014 (السبت) | عدل | تاريخ | راقب | تصفح |

| 24 مايو 2014 (السبت) | عدل | تاريخ | راقب | تصفح |

| \| 25 مايو 2014 (الأحد) \| عدل \| تاريخ \| راقب \| تصفح \| |     |       |      |      |
| نزاعات مسلحة وهجمات - الإعلان عن توقيع اتفاق مصالحة في حيي القدم والعسالي في الريف الجنوبي للعاصمة السورية دمشق بين ممثلّين عن الدولة السورية ووجهاء وممثلين عن المسلّحين المحليين. (القبس) علاقات دولية - بابا الفاتيكان فرنسيس يصل إلى إسرائيل، ويوجه دعوة للرئيس الفلسطيني محمود عباس ونظيره الإسرائيلي شمعون بيريز لزيارة الفاتيكان وأداء صلاة مشتركة من أجل السلام، والدعوة تقبل. (الجزيرة) القانون والجريمة - السلطات اللبنانية تعتقل رجل الدين الإسلامي عمر بكري المتهم بإثارة نزاعات طائفية. (بي بي سي العربية) |     |       |      |      |
| 25 مايو 2014 (الأحد) | عدل | تاريخ | راقب | تصفح |

| 25 مايو 2014 (الأحد) | عدل | تاريخ | راقب | تصفح |

| \| 26 مايو 2014 (الإثنين) \| عدل \| تاريخ \| راقب \| تصفح \| |     |       |      |      |
| علاقات دولية - الأردن يمهل السفير السوري 24 ساعة لمغادرة أراضيه, و سوريا ترد باعتبار القائم بأعمال سفارة الأردن في سورية شخصا غير مرغوب فيه "دي برس". (دي برس) نزاعات مسلحة وهجمات - داعيا إلى عدم "جهاد" السعوديين في سورية .. مفتي السعودية : داعش وجبهة النصرة جماعات لا خير فيها "دي برس". (برس) |     |       |      |      |
| 26 مايو 2014 (الإثنين) | عدل | تاريخ | راقب | تصفح |

| 26 مايو 2014 (الإثنين) | عدل | تاريخ | راقب | تصفح |

| \| 27 مايو 2014 (الثلاثاء) \| عدل \| تاريخ \| راقب \| تصفح \| |     |       |      |      |
| نزاعات مسلحة وهجمات - اغتيال مواطن تركي في واقعة لم يعرف فاعلوها، ومقتل 30 إثيوبيًا في هجوم لحركة الشباب المجاهدين في غرب الصومال. (الجزيرة) - وزارة الخارجية السورية تتحدث عن اختطاف فريق لتقصي الحقائق حول استخدام أسلحة كيميائية، ومنظمة حظر الأسلحة الكيميائية تنفي اختطافهم. (رويترز العربية) (أخبار الآن) سياسة وانتخابات - تجري الانتخابات الرئاسية المصرية في يومها الثاني على التوالي، والذي كان من المقرر أن يكون الأخير، إلا أن اللجنة العليا للانتخابات قررت تمديد مدة التصويت ليوم ثالث، وسط تقارير عن ضعف الإقبال. (بي بي سي العربية) - البيت الأبيض يفتح تحقيقًا حول نشر بالخطأ لاسم مدير عمليات وكالة المخابرات المركزية في أفغانستان، اسمه نُشر في قائمة للحضور وُزعت على الصحفيين أثناء زيارة الرئيس باراك أوباما لقاعدة باغرام الجوية، وبجانبه كانت عبارة "رئيس المحطة". (سي إن إن العربية) |     |       |      |      |
| 27 مايو 2014 (الثلاثاء) | عدل | تاريخ | راقب | تصفح |

| 27 مايو 2014 (الثلاثاء) | عدل | تاريخ | راقب | تصفح |

| \| 28 مايو 2014 (الأربعاء) \| عدل \| تاريخ \| راقب \| تصفح \| |     |       |      |      |
| نزاعات مسلحة وهجمات - بوكو حرام تقتل 31 فردًا من الجيش والشرطة النيجرية، وذلك في هجوم شنته الجماعة في بلدة بوني يادي والتي تقع شمال شرق نيجيريا. (الجزيرة) - فرار 4 فتيات من قبضة بوكو حرام كن قد اختطفن مع أكثر من 200 فتاة أخرى الشهر الماضي. (الحياة) سياسة وانتخابات - بدء الاقتراع في الانتخابات الرئاسية السورية 2014 للسوريين المقيمين في الخارج. - الرئيس الأمريكي باراك أوباما يعلن إنشاء صندوق لتمويل جهود مكافحة الإرهاب في الخارج بقيمة 5 مليارات دولار، مشيرًا إلى الأموال ستوجه لتدريب ودعم الدول التي تقف في الخطوط الأمامية. (بي بي سي العربية) حوادث وكوارث - حريق بمستشفى في بلدة جانج سيونج في كوريا الجنوبية يودي بحياة 21 شخصًا. (البيان) |     |       |      |      |
| 28 مايو 2014 (الأربعاء) | عدل | تاريخ | راقب | تصفح |

| 28 مايو 2014 (الأربعاء) | عدل | تاريخ | راقب | تصفح |

| \| 29 مايو 2014 (الخميس) \| عدل \| تاريخ \| راقب \| تصفح \| |     |       |      |      |
| نزاعات مسلحة وهجمات - الانفصاليون الموالون لروسيا في شرق أوكرانيا يسقطون مروحية عسكرية للجيش الأوكراني فوق سلوفيانسك، وراح ضحية العملية 11 قتيلًا بينهم جنرال في الجيش. (الرياض) القانون والجريمة - محكمة إكوادورية تحكم على الرئيس السابق للبلاد جميل معوض بالسجن 12 عامًا لتهم فساد. (بي بي سي العربية) |     |       |      |      |
| 29 مايو 2014 (الخميس) | عدل | تاريخ | راقب | تصفح |

| 29 مايو 2014 (الخميس) | عدل | تاريخ | راقب | تصفح |

| \| 30 مايو 2014 (الجمعة) \| عدل \| تاريخ \| راقب \| تصفح \| |     |       |      |      |
| نزاعات مسلحة وهجمات - بوكو حرام تخطف اثنين من أمراء المناطق التقليديين في ولاية برونو شمال نيجريا. (بي بي سي العربية) حوادث وكوارث - عاصفة تضرب نيودلهي وتؤدي إلى مقتل 9 أشخاص. (الرياض) - زلزال بقوة 6.1 ريختر يضرب مقاطعة يونان جنوب غربي الصين. (الجزيرة) |     |       |      |      |
| 30 مايو 2014 (الجمعة) | عدل | تاريخ | راقب | تصفح |

| 30 مايو 2014 (الجمعة) | عدل | تاريخ | راقب | تصفح |

| \| 31 مايو 2014 (السبت) \| عدل \| تاريخ \| راقب \| تصفح \| |     |       |      |      |
| نزاعات مسلحة وهجمات - حركة طالبان الأفغانية تسلم الولايات المتحدة جنديًا أمريكيًا، أسرته الحركة منذ 5 سنوات، مقابل الإفراج عن 5 قياديين طالبانيين. (بي بي سي العربية) حوادث وكوارث - تحطم مروحية من طراز ميل مي-8 فوق بحيرة في مقاطعة مورمانسك الروسية. كانت المروحية تقل 18 شخصًا وقد تأكدت نجاة فردين من الركاب. (أنباء موسكو) |     |       |      |      |
| 31 مايو 2014 (السبت) | عدل | تاريخ | راقب | تصفح |

| 31 مايو 2014 (السبت) | عدل | تاريخ | راقب | تصفح |